# خوسيه كارلوس لايت دي سوزا
خوسيه كارلوس لايت دي سوزا (9 أكتوبر 1977 في البرتغال - ) هو لاعب كرة قدم برتغالي في مركز الدفاع. شارك مع منتخب البرتغال تحت 21 سنة لكرة القدم. أما مع النوادي، فقد لعب مع ألفيركا وأولمبياكوس نيقوسيا وسبورتينغ براغا ونادي أروكا ونادي بنفيكا ونادي بورتو ونادي بيرا مار ونادي بيلينينسش ونادي فارنزي.

## وصلات خارجية
- خوسيه كارلوس لايت دي سوزا على موقع قاعدة بيانات كرة القدم.إي يو (الإنجليزية)
- خوسيه كارلوس لايت دي سوزا على موقع Soccerway.com (الإنجليزية)